# 易经的影响
《易经》作为中华传统文化的重要组成部分，在历史上是有深远的影响的。 《易经》可以追溯到更早于3000多年前，是被认为世界上最古老的书籍之一。 中国哲学的两大分支 - 儒学和道学都是以《易经》为共同的根源的。

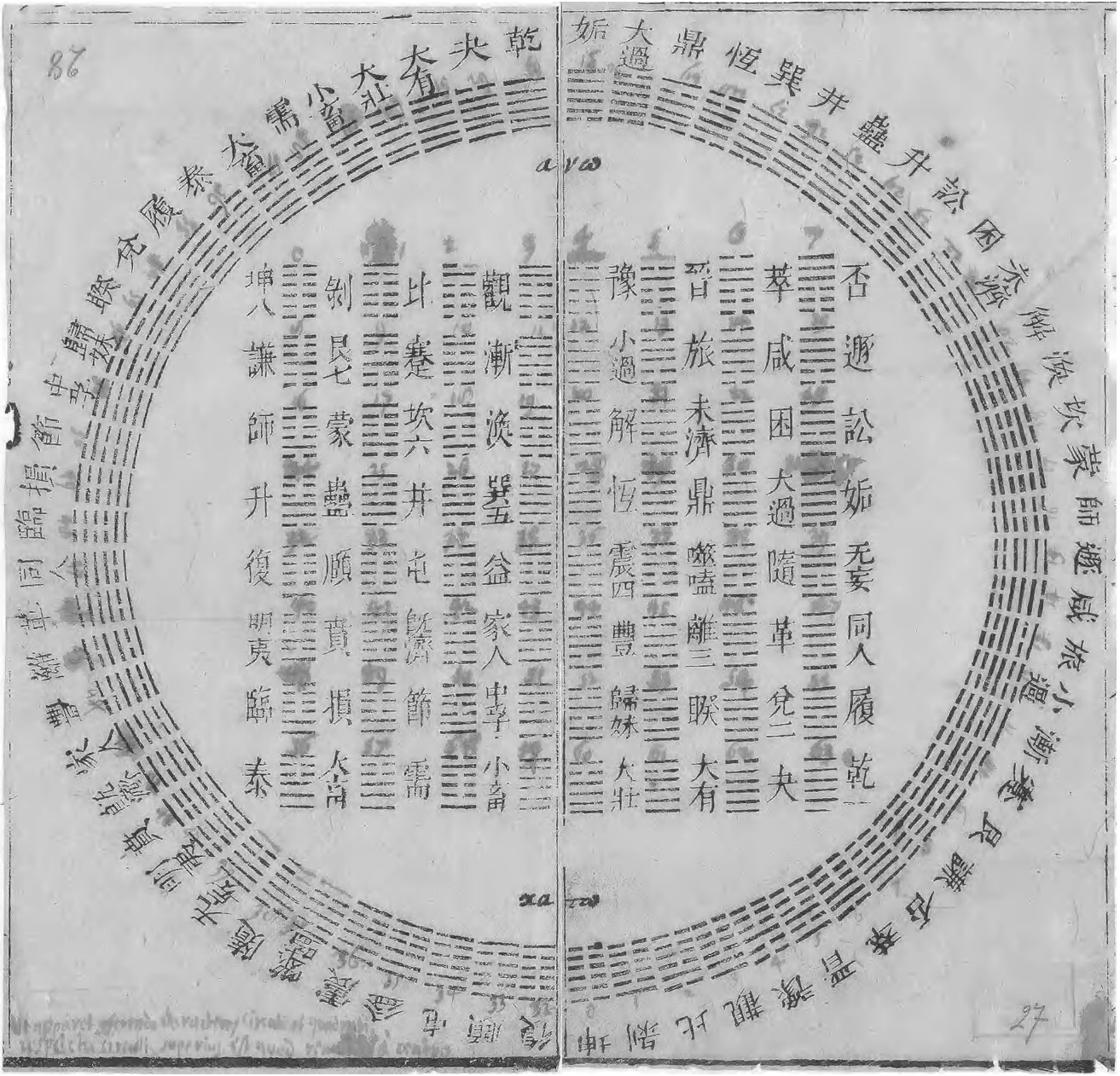
约阿希姆*布维 寄给莱布尼茨的易经方圆图。阿拉伯数字是莱布尼茨加上去的。

## 对中华文化的深意
从史前的神话（见伏羲）和中国有史以来的最早历史记录来看，《易经》是由一系列的哲学家，学者和统治者汇集而成的。因此，它反映了世代相传的思想和共同的宇宙学。《易经》除了对儒家与道家思想的影响广受认可之外，它也影响了汉传佛教。 华严宗的法赞法师，据信是借鉴了《易经》里的一种思维的。
《易经》的最早版本之一（称为《周易》）是周朝的神谕。 它在公元前1070年周武王推翻商朝时发挥了作用。 有关武王克商的记载里武王相信日食是上天要他讨伐商纣的预兆。 这个记载已经对证了公元前1070年6月20日发生的日食。 因此，《易经》最早的一层已被证明保存了三千年未被发现的密史。 《周易》被称为中华文化最重要的源头之一。 它影响了数学、科学、医学、武术、哲学、历史、文学、艺术、伦理、军事和宗教等各个领域。
約瑟夫·坎伯（Joseph Campbell）把《易经》形容为“神谕的百科全书，基于对所有中国思想至关重要的宇宙神话观点”。

### 孔子
孔子对《易经》爱不释手，并以“一套用皮革拴的竹片”的形式随身携带，经常咨询，以至于韦编三绝。[孔子]说，“加我数年，五十以学易，可以无大过矣”（如果他有五十年的时间，他会把它们献给《易经》。）  孔子的十个评论（或十翼）把《易经》从占卜的文本变成了“哲学杰作”。 从此以后，它一直影响着儒家和其他哲学家和科学家。

## 对日本的影响
在日本德川时期（公元1603 - 1868年）之前，《易经》并不为人所知而主要用于占卜，直到佛教僧侣在武士等其他文化群体中在推广中国古典文学的哲学，文化和政治价值时普及起来。 《叶隐闻书》一本武士道的评论集，提醒读者不要把它误认为占卜的著作。

## 对西方文化的影响
迈克尔·尼兰（Michael Nylan）注意到《易经》对欧美知识分子的巨大影响。 这是中国五大经典中最为人熟悉的，毫无疑问是中国最闻名的书。
- 德国数学家，哲学家戈特弗里德·莱布尼茨对《易经》有浓厚的兴趣，并将《易经》的二元体系（阴阳论）转化为现代二进制。
- 作家道格拉斯·亚当斯在《灵魂深夜茶》（The Long Dark Tea-Time of the Soul）中有一个《易经》的袖珍计算器，代表任何大于四的都是“黄色的弥漫”。[12]
- 英国诗人艾伦·贝克（Alan Baker）根据《易经》的六十四卦撰写了他的 《随机访问的书》（2011年出版）散文诗集。
- 当丹麦物理学家尼尔斯·玻尔被授予丹麦的最高荣誉和创造家徽的机会时，他选择了阴阳符号，而拉丁语座右铭则是“对立面是相辅相成的”，[13] 是对他的互补原理的一种认可。
- 哲学家和小说家威尔·白金汉广泛使用了《易经》，将其描述为一种“不确定机器”。[14]
- 音乐家和作曲家约翰·凯奇（John Cage）用《易经》来决定他许多音乐创作的排序。
- 作曲家Andrew Culver和编舞Merce Cunningham也使用《易经》。
- ABC肥皂剧《黑暗阴影》中介绍了蓍草和《易经》让在六十四卦上冥想的人物可以灵魂出窍。
- 嘻哈音乐组合Dead Prez在他们的几首歌曲里和他们的标志中提及了《易经》。
- D＆B金属音乐团体Marshall Ar.ts使用了《易经》第36卦为他们的标志，并在几首歌中提到了它。
- 作者菲利普·迪克（Philip K. Dick）在《高堡奇人》引用了《易经》成为故事里的一个主题。
- 在1965年的一次采访中，鲍勃·迪伦说，这本书是“唯一真正令人惊讶的，不再说了...除了是一本值得信赖的伟大书籍之外，这本书也是非常棒的诗歌”，并在70年代中期演奏他的歌曲《愚痴之风》时，他唱了“我昨天占卜了《易经》，说那井里可能有雷声。”[15]
- 在电影《特种部队：眼镜蛇的崛起》里白幽灵忍者家族的右前臂使用了一个红色的八卦纹身。
- 诗人艾伦·金斯堡（Allen Ginsberg）在1966年写了一首诗，叫做“Consulting I Ching Smoking Pot Listening to the Fugs Sing Blake”。[16]
- 作《当我的吉他轻轻地哭泣》曲子的披头四乐队的成员乔治·哈里森回忆他当时“随意的拿起了一本书（《易经》），打开它看到“轻轻的哭泣”，然后把书放下后开始作曲了”。
- 作家赫尔曼·黑塞1943年的小说《玻璃珠游戏》主要是有关于《易经》的原则的。
- 心理学家荣格为卫礼贤 - 贝恩斯翻译的《易经》写了一个前言。
- 电视连续剧《迷失》（The Lost）里的达摩计划（The Dharma Initiative）以八卦为其标志。
- 作家泰瑞司·麥肯南的『新奇理论』与『时间零波理论』是分析文王序列而启发的。
- 在导演麦克·曼恩（Michael Mann）的电影《落日殺神》中，文森（汤姆·克鲁斯）在试图教导麦克斯（杰米·福克斯）即兴创作的重要性时引用了《易经》。
- Photek在1994年发行了一首名为《易经》的歌曲。
[17]
- 平克·弗洛伊德处女专辑《黎明门前的风笛手》里西德·巴雷特创作的“第二十四章”歌词是取自《易经》。
- 在英国作家菲利浦·普尔曼的《琥珀望远镜》一书里，《易经》是马龙博士用来与归于尘土沟通的占卜方法之一。
- 作家雷蒙·格诺长期痴迷于《易经》。[18]
- 蒙提·派森里埃里克·艾德尔写的《我喜欢中国人》这首歌中提到了《易经》。
- 法语作家艾泽里尔·萨阿德和他的著作《Yi King, mythe et histoire》深入探讨了有萨满教色彩的中国玄妙深奥思想，考察了真实的或传奇的动物寓言集，从精神分析和西方文化中寻找其中的奥秘。[19]
- 在作家尼尔·斯蒂芬森的《怪人》小说里使用了六十四卦作为加密密钥，让Eliza可以从路易十四国王的宫廷向莱布尼茨发送信息。
- 在六十年代后期，漫画《神奇女侠》暂时将标题人物从超级英雄改为特务，并将她置于一位名叫“易经”的老年导师的指导下。
- 《圣女魔咒》第5季第22集 ‘我的女神(第一部)’ 中也提到了《易经》。